# Свети мученик Ражден
Ражден Иберијски, Ражден Персијски или Ражден Првомученик - један од грузијских првомученика. Светитељ, поштован од свих православних цркава.

## Живот
Ражден је био ментор персијске принцезе Балендухт, ћерке персијског шаха Хормизда, која се удала за краља Иберије Вахтанга Горгасалија. Заједно са њом, Ражден се 452. преселио у Иберију, где је прешао у хришћанство. Нови персијски шах Фируз је 456. захтевао да Иберија раскине савез са Византијом. Пошто је одбијен, покренуо је трупе против Иберије. У то време Свети Ражден је постао владар Мцхете и активно је учествовао у одбрани престонице и оближњих тврђава. Четири месеца водио је упорну борбу са непријатељском војском и отерао их из престонице. Међутим, током следећег похода иберског одреда из тврђаве Армази, Ражден је издан и одведен у Фируз. Древна грузијска хроника говори да је светац, када је доведен шаху, упитан о његовом пореклу и разлогу његовог напуштања своје некадашње исламске вере и народа, на шта је Ражден одговорио:
"Истина је, краљу, да сам некада напустио своју отаџбину и њене богове, који служе човеку и створени су да украшавају васељену, али сада служим Једном Истинитом и Живом Богу, Који је створио небо и земљу и све, Који једини има бесмртност и пребива у Неприступачној светлости, Коју нико никада нико није спознао и неће видети. Ово је Једини Истинити Бог, Кога сам упознао у Три Лица и у Једном Бићу. Али једно од Лица Свете Тројице, Реч и Син Очев, на крају векова, ради нашег спасења, сишао на земљу, оваплотио се од Пресвете Дјеве Марије, живео на земљи, страдао, био прикован. Крст, умро, и васкрсао трећег дана по смрти, а четрдесете године се вазнео на небо и седи здесна Оцу. На крају света, овај исти Син Божији, Исус Христос, поново ће доћи на земљу са славом да суди живима и мртвима, и тада ће праведници засијати као сунце, али ће зли и непокорни Њему прихватити вечна мука са ђаволом..."
Након тога почели су да га муче. Према предању, ноћу му се јавио сам Спаситељ и излечио му све ране.
Задивљени Персијанци су тада закључили да је дошло време да се изврши царево наређење – да се мученик разапне на крст. Желећи да му повећају патњу, Персијанци су тражили од владара стрелце. Прободен отровним стрелама, попут мученика Севастијана, свети Ражден се упокојио на крсту у граду Цромију 457. године.
Затим је скинут са крста и сахрањен близу места где је разапет. Убрзо су, по наређењу краља Вахтанга Горгасалија, мошти светог Раждена пренете у Никози (код града Цхинвалија).